# Borona
La borona est l'ancien nom donné au millet, puis au maïs et, par extension, au pain fabriqué avec la farine de l'une ou l'autre de ces céréales. C'est un aliment traditionnel dans les régions espagnoles où ces herbes sont cultivées, où il a fait partie de l'alimentation de base jusqu'au milieu du XXe siècle. Il est généralement cuit au four enveloppé dans des feuilles de chou ou de châtaignier et contient souvent des saucisses (dans ce cas, on dit généralement qu'il est « enceinte »).

## Histoire
Avant que le maïs n'arrive d'Amérique dans la péninsule Ibérique, un type de pain mixte, fait d'orge et de seigle, était déjà appelé borona,. Le Becerro de las behetrías de Castilla du XIVe siècle fait référence à cette céréale lorsqu'il détaille les obligations fiscales des vassaux : « Dan mas al rey vna fanega de pan la meitat escandia e la meitat borona. » Les références à la borona sont répétées tout au long de l'histoire, comme en témoigne l'ouvrage Colección diplomática de Santa Catalina del Monte Corbán et après l'arrivée des Espagnols dans le Nouveau Monde en 1492, le pain à base de millet ou d'arbre à pain, que les auteurs de l'époque attribuent aux Basques, est encore appelé borona,, bien qu'il ait dû être consommé dans davantage d'endroits de la Péninsule.
Le terme borona apparaît à nouveau en 1619 dans la municipalité d'Oseja de Sajambre, dans un contexte qui semble indiquer qu'il s'agit déjà d'un pain de maïs, ce qui en fait la plus ancienne mention historique connue de la borona telle que nous la comprenons aujourd'hui.
En 1794, Jovellanos parle de la borona ou « pain de maïs » consommée dans la Principauté des Asturies dans son Informe de la Sociedad Económica de Madrid.

## Caractéristiques
Le mélange de farine de blé (farine d'épeautre) et de farine de maïs (2/3 de farine de maïs et le reste de farine de blé) rend l'intérieur de la borona jaune pâle. La pâte est généralement placée dans un moule qui peut être rectangulaire bien que de nos jours il soit généralement de forme torique. Dans la recette traditionnelle, quelques tranches de chorizo et diverses viandes, dont les côtes[Lesquelles ?] (costiella), sont incluses dans la pâte. La pâte, ainsi que le moule, sont placés dans un four et cuits à des températures relativement basses pendant une nuit.
La boroña preñada contient du chorizo, du lard et du sabadiego. Après cinq heures de cuisson, le chou qui l'entoure prend un arôme légèrement aigre qui est le parfait contrepoint à la douceur du maïs ; la puissance et la substance des saucisses font le reste.

## Service
Pour servir, la borona est ouverte en deux et le contenu charnu à l'intérieur est versé pour être mangé avec la pâte à pain cuite. 